# ザバイカル軍管区
ザバイカル軍管区（ザバイカルぐんかんく、ロシア語: Забайкальский военный округ）は、ソ連地上軍、およびロシア陸軍の軍管区。1935年5月17日に編成され、ブリヤート共和国、チタ州、サハ共和国を含み、チタに本部が置かれていた。最終的に1998年12月1日に解隊となり、シベリア軍管区に統合され、シベリア軍管区の本部はチタとなった。

## 歴史
この軍管区は満洲事変以後の日本の軍事力の拡大に伴って編成された。管区内の軍と軍団はゲオルギー・ジューコフの下、ハルハ河の戦いに参加していた。1940年6月、管区内で西部へ送るための第16軍が編成された。軍管区は1941年7月22日の時点で軍管区は第17軍、航空・防空司令部、第12狙撃軍団(第65狙撃師団、第94狙撃師団)、第93狙撃師団、トランスバイカル要塞地帯、2個砲兵連隊、榴弾砲兵連隊、その他小規模部隊を含んでいた。1941年9月15日には日本の関東軍による攻撃に備えるためザバイカル戦線が編成された。第二次世界大戦のドイツ侵攻後、多大な被害を受けたために多くの戦車師団は最初の数ヶ月で解隊されたものが多かったが、ザバイカル軍管区の第57戦車師団や第61戦車師団は1941年に管区内で活動しており、その後も戦争のほとんどの期間中同地で活動を維持した。また、多くの軍を西部に転用している。
1945年10月、ソ連満洲侵攻の成功後にザバイカル戦線は解散し、軍部隊はザバイカル・アムール軍管区に再編成された。1947年5月、ザバイカル・アムール軍管区局に基づき極東総司令官局が置かれ、極東、沿海およびザバイカル軍管区、並びに第5艦隊、第7艦隊とアムール小艦隊が従属した。
1953年4月23日、極東総司令官局が解消されザバイカル軍管区は独立した。
1960年代後半、ソ中間の仲が険悪になるとシベリアのソ中国境にも第29軍など多くの新しい部隊が送りこまれ、新しく編成された。この人口蓄積によって、チタは東シベリアで発展した都市のひとつとなった。
1988年、軍管区はウランウデに第29軍(第5親衛戦車師団、第52、第91、第245自動車化狙撃師団)、ボルジャに第36軍(第11親衛、第38親衛、第122親衛自動車化狙撃師団)、ウランバートルに本部を置いていた駐モンゴルの第39軍(第2親衛戦車師団、第51戦車師団、第12狙撃師団、第41、第149自動車化狙撃師団)から構成されていた。モンゴルのソ連軍は最終的に1989年から1992年の間に撤退した。モンゴル支援航空隊は第44混成航空軍団が派遣されており、1982年から1988年までチョイバルサン市に本部を置いていた。
ボルジャの第150自動車化狙撃師団は解散されるまで何度かの変更をへている。1972年3月に幹部の身分で配置された、1976年12月1日には訓練師団に変更され、1987年12月1日に第213Окружной訓練センターに改組された。1994年9月10日、第168独立自動車化狙撃旅団となり、1997年9月1日に第272自動車化狙撃連隊と第2戦車師団になり、その後第122、第131自動車化狙撃師団となった。
大祖国戦争直後のこの軍管区の空軍は第12航空軍から派遣されていた。1949年に第12航空軍は第45航空軍に改組され、1957年に第45航空軍がザバイカル軍管区の空軍になった。1960年代には管区内の空軍が第23航空軍に変更されており、1967年7月22日のソビエト連邦国防省の指令によると、管区には2ダースの航空連隊が集まっており、第23航空軍の下に配置されていた。
1980年代第23航空軍は軍管区の空軍になった。1990年、第23航空軍はザバイカル軍管区の空軍から再編成された。第23航空軍の司令官であったDimitri Kutsekon中将は1996年8月にヘリコプター事故に巻き込まれて死亡している。1998年第23航空軍は防空軍第14軍と統合され、防空軍の第50独立軍団は防空軍所属の第14軍となった。
1993年12月から1994年1月にかけて、第313独立偵察飛行連隊がグルジアからチタ州チンダント-2に移動され23航空軍に追加された。また、第30戦闘爆撃飛行師団がステップ空港に配置されたが、この師団は1990年に解散した。他には第101独立偵察飛行連隊がボルジャに配置されていた。

## 司令官(1945年以降)

### ザバイカル・アムール軍管区
- ソ連邦元帥 ロディオン・マリノフスキー (1945年 – 1947年)

### ザバイカル軍管区
- 大将 Konstantin Koroteev (1947年 – 1951年)
- 大将 D.N. Gusev (1951年 – 1953年)
- 大将 Yefim Trotsenko (1953年 – 1956年)
- 大将 Dmitri Lelyushenko (1956年 – 1958年)
- 大将 Yakov Kreizer (1958年 – 1960年)
- 大将 D.F. Alekseev (1960年 – 1966年)
- 上級大将 P. A. Velik (1966年 – 1978年)
- 上級大将 G. I. Salmanov  (1978年 – 1984年)
- 上級大将 S. I. Postnikov (1984年 – 1987年)
- 大将 Anatoliy Betekhtin (1987年 – 1988年)
- 大将 ウラジーミル・マゴメドヴィチ・セミョーノフ (1988年 – 1991年)[8]
- 大将 V. S. Tretyakov (1991年 – 1996年)
- 大将 ニコライ・コルミルツェフ (1996年 – 1998年)

## 註・参考
1. ↑  Orbat.com/Niehorster, Transbaikal Military District June 22, 1941
2. ↑  http://www.ww2.dk/new/air%20force/corps/44sak.htm. See also http://www.militar.org.ua/foro/otan-vs-pacto-de-varsovia-t693-270.html: with the 246th IAD in Choyr and the 29th ADIB in Ulan Bator. The 246th IAD controlled 2 unknown IAP's at Choyr (MiG-23) and Monitu (MiG-21), while the 29th ADIB controlled the 43rd "Sevastopol" APIB at Choybalsan (Su-17M3) and the 266th APIB at Naylakh (MiG-27M/D)
3. ↑  ZabKrai.ru, Jet Aviation, accessed 3 May 2010
4. ↑  http://www.internetpirate.com/kutsekon.htm
5. ↑  1980年代後期の第23航空軍の戦闘序列
6. ↑  http://www.ww2.dk/new/air%20force/regiment/orap/313orap.htm
7. ↑  http://www.ww2.dk/new/air%20force/division/adib/30adib.htm
8. ↑  Persons - NUPI

- V.I. Feskov, The Soviet Army in the Period of the Cold War, Tomsk 2004